# 劉應望
劉應望（1538年—1591年），字思儼，號仰括，福建泉州府永春縣湖洋鎮桃源村人，民籍，明朝政治人物。

## 生平
隆慶元年（1567年）丁卯科福建鄉試第二十三名舉人。隆慶二年（1568年）中式戊辰科會試第一百七十三名，第三甲第六十八名進士。初授苏州府吴县知县，累官池州府同知、刑部员外郎、郎中。因事触怒上司，被贬为大名府通判，后又改调宝庆府同知，萬曆十六年（1588年）官廣東廣州府知府。万历十八年（1590）致仕，翌年病逝，享年五十四。

## 家族
曾祖劉勛；祖父劉聰；父劉鍾，母周氏；繼母蔡氏。永感下。